# Hemitrichapion reflexum
Hemitrichapion reflexum – gatunek chrząszcza z rodziny pędrusiowatych i podrodziny Apioninae. Zamieszkuje palearktyczną Eurazję od Półwyspu Iberyjskiego po Syberię i Mongolię. Żeruje na sparcetach.

## Taksonomia
Gatunek ten opisany został po raz pierwszy w 1833 roku przez Leonarda Gyllenhaala pod nazwą Apion reflexum. W 1990 roku umieszczony został przez Miguela Á. Alonsa-Zarazagę w podrodzaju Tinocyba w obrębie rodzaju Hemitrichapion.

## Morfologia
Chrząszcz o ciele długości od 2 do 2,8 mm. Ubarwienie ma czarne z niebieskimi, a rzadko fioletowymi pokrywami oraz z lekko niebiesko połyskującym przedpleczem, a niekiedy też głową. Owłosienie wierzchu ciała jest dobrze zaznaczone, a na jego spodzie nie tworzy wyraźnych zagęszczeń na głowie, przednich biodrach ani śródpiersiu.
Stożkowatego kształtu głowa ma niewklęśnięte czoło oraz grubo i przeciętnie gęsto punktowane ciemię. Ryjek jest walcowaty, równomiernie zakrzywiony, u samca tak długi jak głowa i przedplecze mierzone razem, aż po wierzchołek rzeźbiony gęsto i matowy, u samicy zaś wyraźnie dłuższy niż głowa i przedplecze razem wzięte, lekko w wierzchołkowej części połyskujący.
Przedplecze jest nieco stożkowate do prostokątnego w zarysie, na przednim brzegu łyse lub opatrzone kilkoma włoskami. Powierzchnię ma grubo i przeciętnie gęsto punktowaną, gęściej jednak niż u dość podobnego Ischnopterapion virens. Rowkowaty dołek przedtarczkowy w tylnej połowie przedplecza jest silnie zaznaczony. Podługowato-owalne, najszersze w połowie pokrywy mają wykształcone barki oraz dwukrotnie szersze od rzędów międzyrzędy. Włoski na pokrywach są bardzo delikatne i krótkie, niezasłaniające ich powierzchni, nie dłuższe od szerokości międzyrzędów.

## Ekologia i występowanie
Owad rozmieszczony od nizin po góry, z wyjątkiem ich wysokich partii. Zasiedla stanowiska suche i dobrze nasłonecznione, najchętniej o wapiennym podłożu. Zarówno larwy, jak i postacie dorosłe są monofagicznymi fitofagami żerującymi na sparcetach; podawane są jako ich rośliny pokarmowe sparcety: górska, piaskowa i siewna. Endofagiczne larwy przechodzą rozwój w osi kwiatostanu, a czasem też w górnej części pędu, wywołując powstanie jednostronnego nabrzmienia (galasu) o długości od 5 do 8 mm, czasem prowadząc też do skrócenia i nietypowego zagęszczenia kłosa oraz do nierozwinięcia się nasion. W jednym nabrzmieniu żeruje pojedyncza larwa. Tam też dochodzi do jej przepoczwarczenia. Aktywne osobniki dorosłe obserwuje się od maja do listopada.
Gatunek palearktyczny, w Europie znany z Hiszpanii, Wielkiej Brytanii, Francji, Luksemburga, Holandii, Niemiec, Szwajcarii, Austrii, Włoch, Polski, Czech, Słowacji, Węgier, Ukrainy, Rumunii, Bułgarii, Serbii, Grecji oraz południa europejskiej części Rosji, w Afryce Północnej z Algierii, a w Azji z syberyjskiej części Rosji, Gruzji, Armenii, Azerbejdżanu, anatolijskiej części Turcji, Iranu i Mongolii. W południowej części Europy jest owadem nierzadkim, natomiast w Europie Środkowej spotykany jest rzadko i lokalnie. W Polsce zdecydowana większość jego wykazań dotyczy południowej części kraju.